# Festival de montgolfières de Gatineau

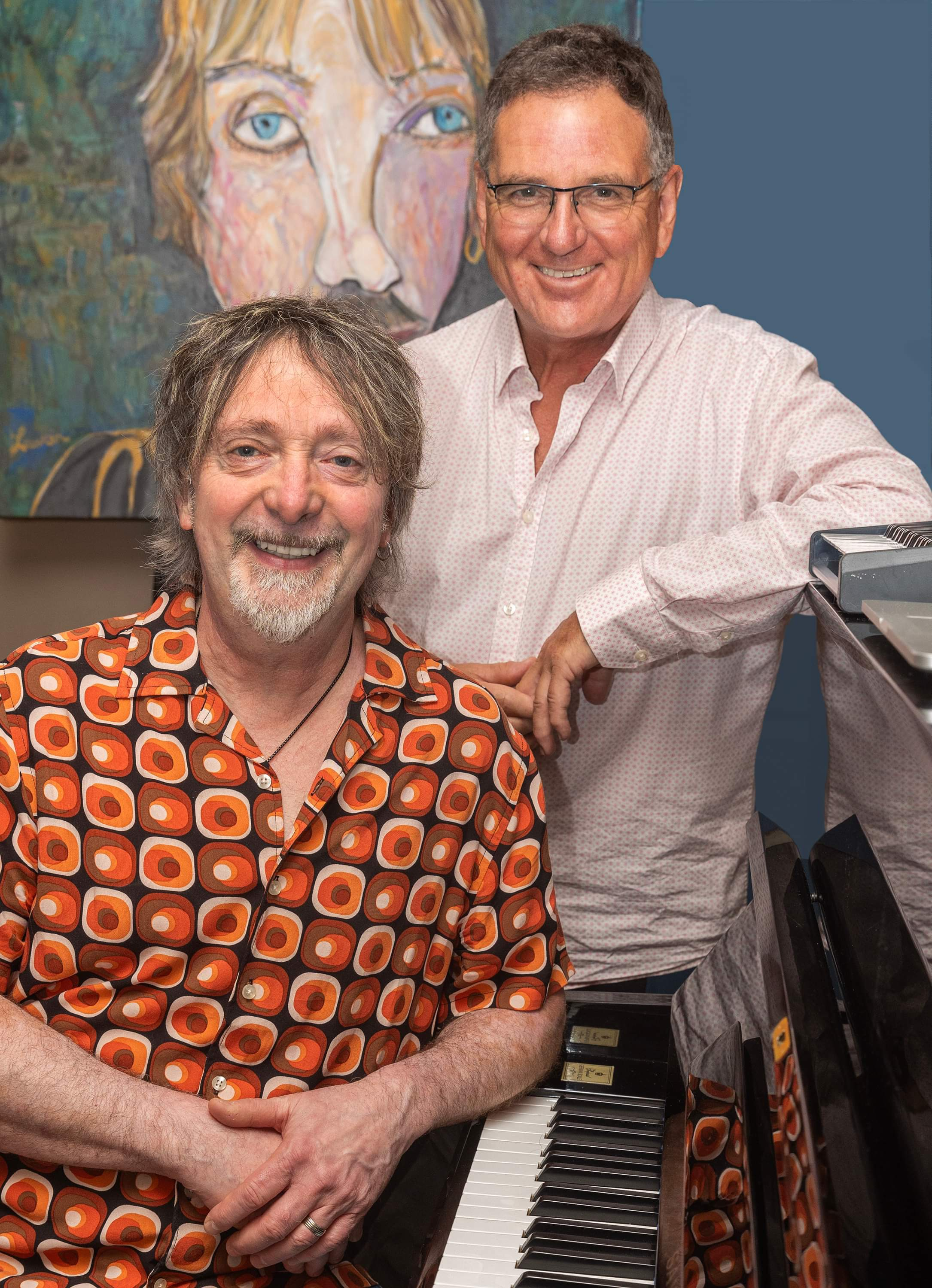
Le fondateur du Festival de montgolfières de Gatineau, Jean Boileau et le compositeur, musicien, Michel DeMars en 2024

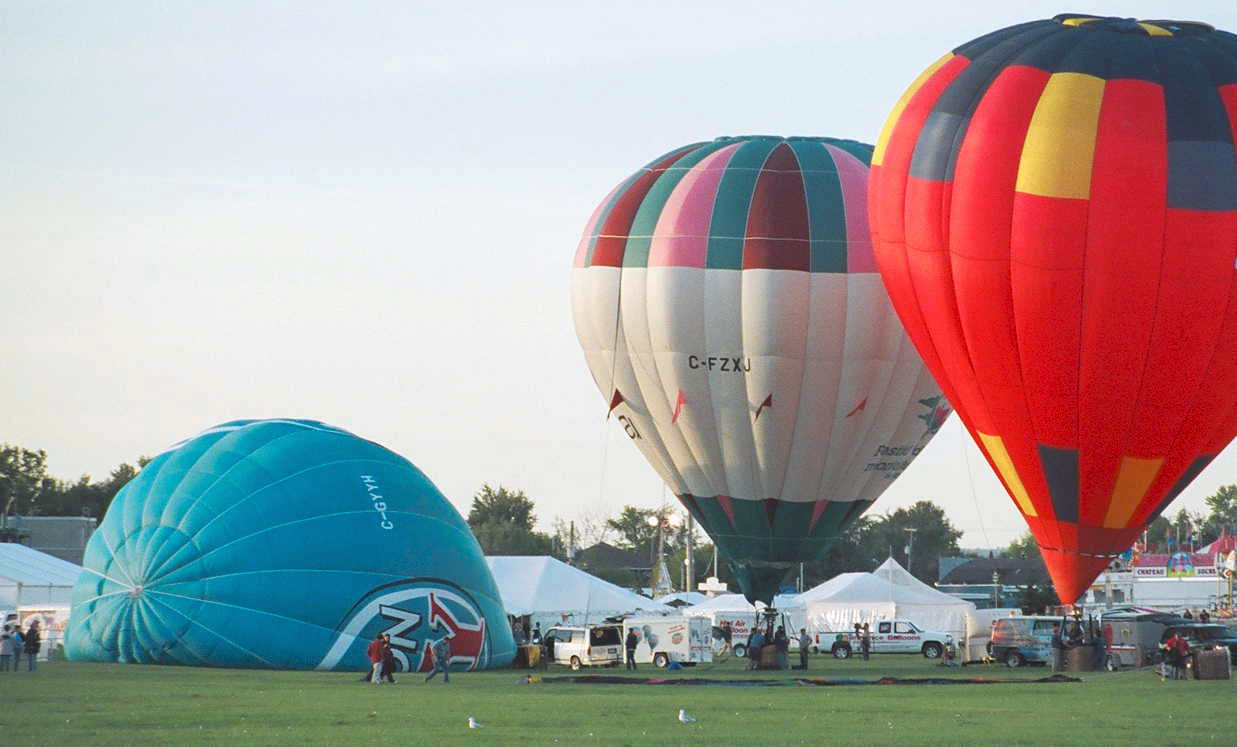
Préparation des ballons

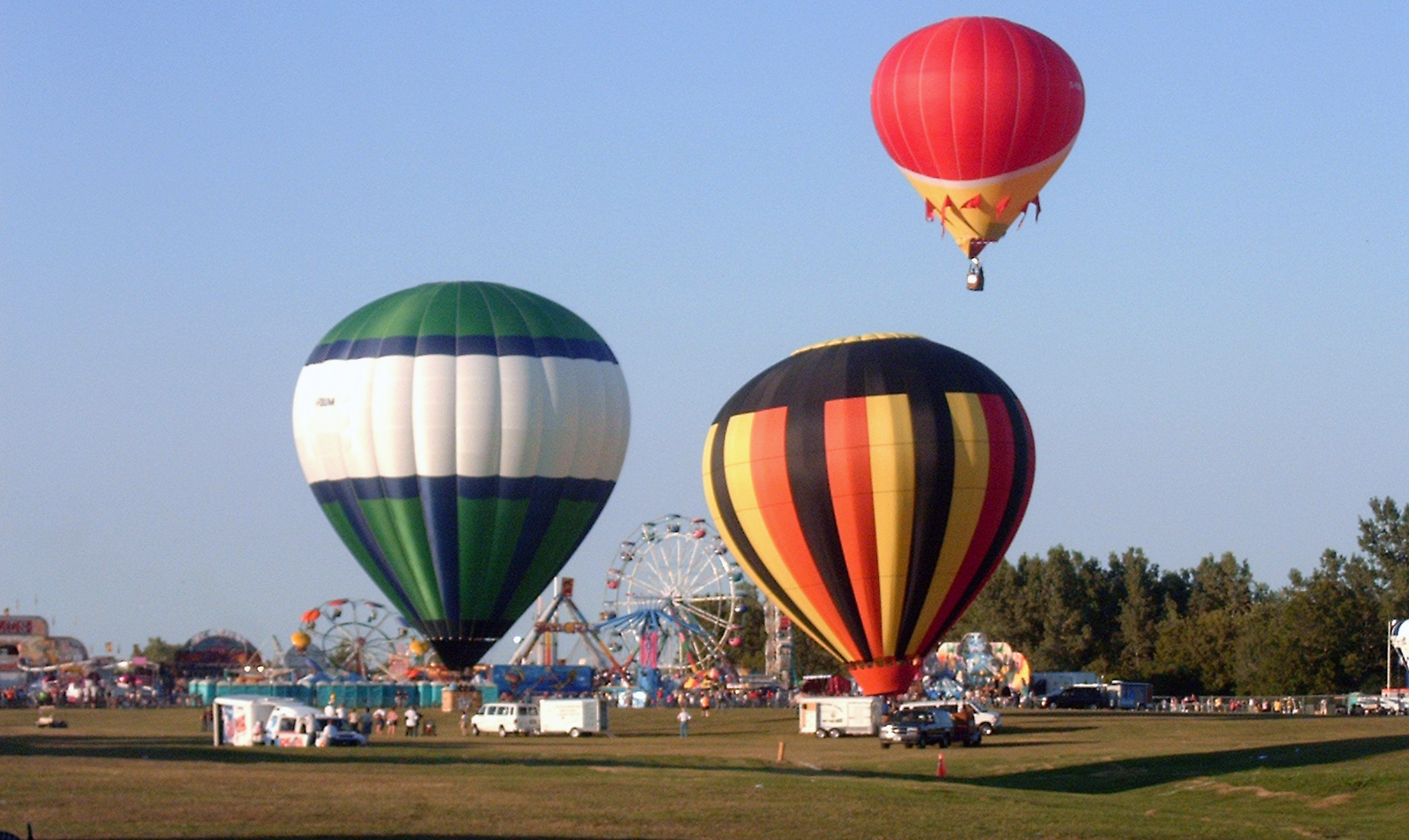
Envolée

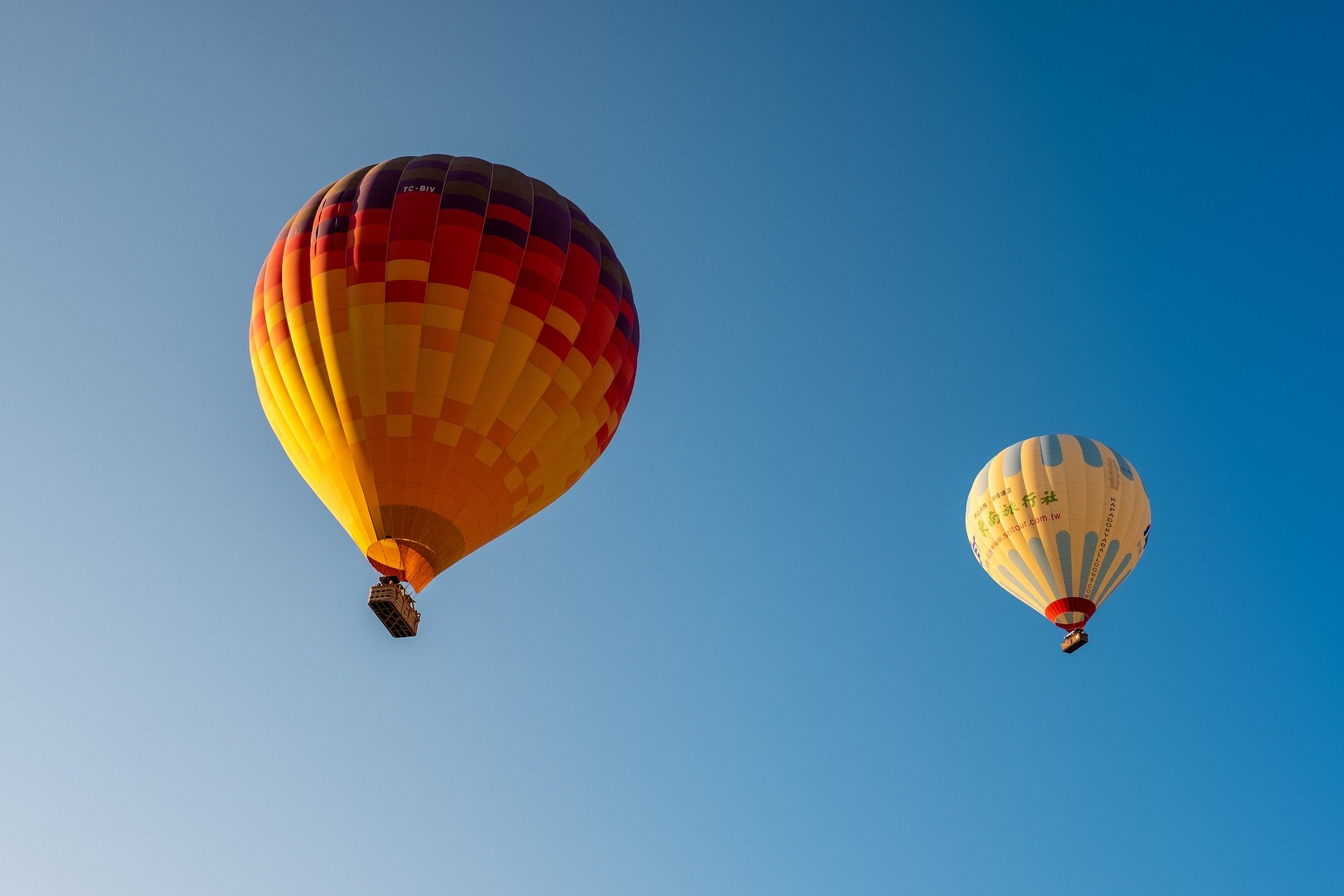
Montgolfières en plein vol

Le Festival de montgolfières de Gatineau, fondé en 1988 par Jean Boileau (alors directeur des communications de la ville de Gatineau), est à ses débuts une fête familiale et une activité de promotion de la ville de Gatineau. Il devient par la suite le plus important événement estival en Outaouais[réf. nécessaire]. Membre du Regroupement des Événements Majeurs Internationaux (RÉMI), le Festival reçoit des artistes renommés du Québec et de l’international[Lesquels ?] ainsi que des montgolfières remarquables[non neutre]. Le Festival accueille annuellement plus de 200 000 visiteurs lors de la fête du Travail.

## Mission
Le FMG organise un événement d’envergure mettant au cœur de son offre une programmation musicale riche et diversifiée, majoritairement québécoise, soutenue par le caractère distinctif de la montgolfière et par des expériences innovantes, immersives et ludiques qui attirent de nouveaux publics et qui fidélisent une clientèle multigénérationnelle. Sciemment engagé aux principes et pratiques responsables et durables, le Festival a pour ambition de faire rayonner la ville de Gatineau de manière à générer d’importantes retombées économiques, sociales, culturelles et touristiques.[réf. nécessaire]

## Historique
Le festival a connu un premier sommet de popularité à la fin des années 1990, avec plus de 150 montgolfières sur le site et avec 225 000 visiteurs. En 1998, Gatineau est l'hôte pour la première fois en Amérique du Nord du Championnat du monde de dirigeables à air chaud. Par la présence d'artistes de renom sur la grande scène (Céline Dion, Ginette Reno, Alannah Myles, Gipsy Kings), le concours d'hommes forts, les manèges, le festival devient rapidement le plus important événement du genre au Canada. Avec sa montgolfière aux couleurs de la ville de Gatineau pilotée par Jean Boileau, directeur général de l'événement, le festival rayonne à l'étranger. De nombreux jumelages sont effectués entre les villes et festivals dont Château-d'Œx en Suisse, Glens Falls aux États-Unis, Saga au Japon et plusieurs autres. Les comédiens Gaston Lepage et Francine Ruel sont alors les porte-paroles de la fête.[réf. nécessaire]
Aujourd'hui[évasif], le festival accueille 300 représentations artistiques, des montgolfières de toutes les formes et de toutes les couleurs, ainsi qu’environ 200 000 visiteurs, dont le quart viennent de l'extérieur de la région d'Ottawa-Gatineau.[réf. nécessaire]

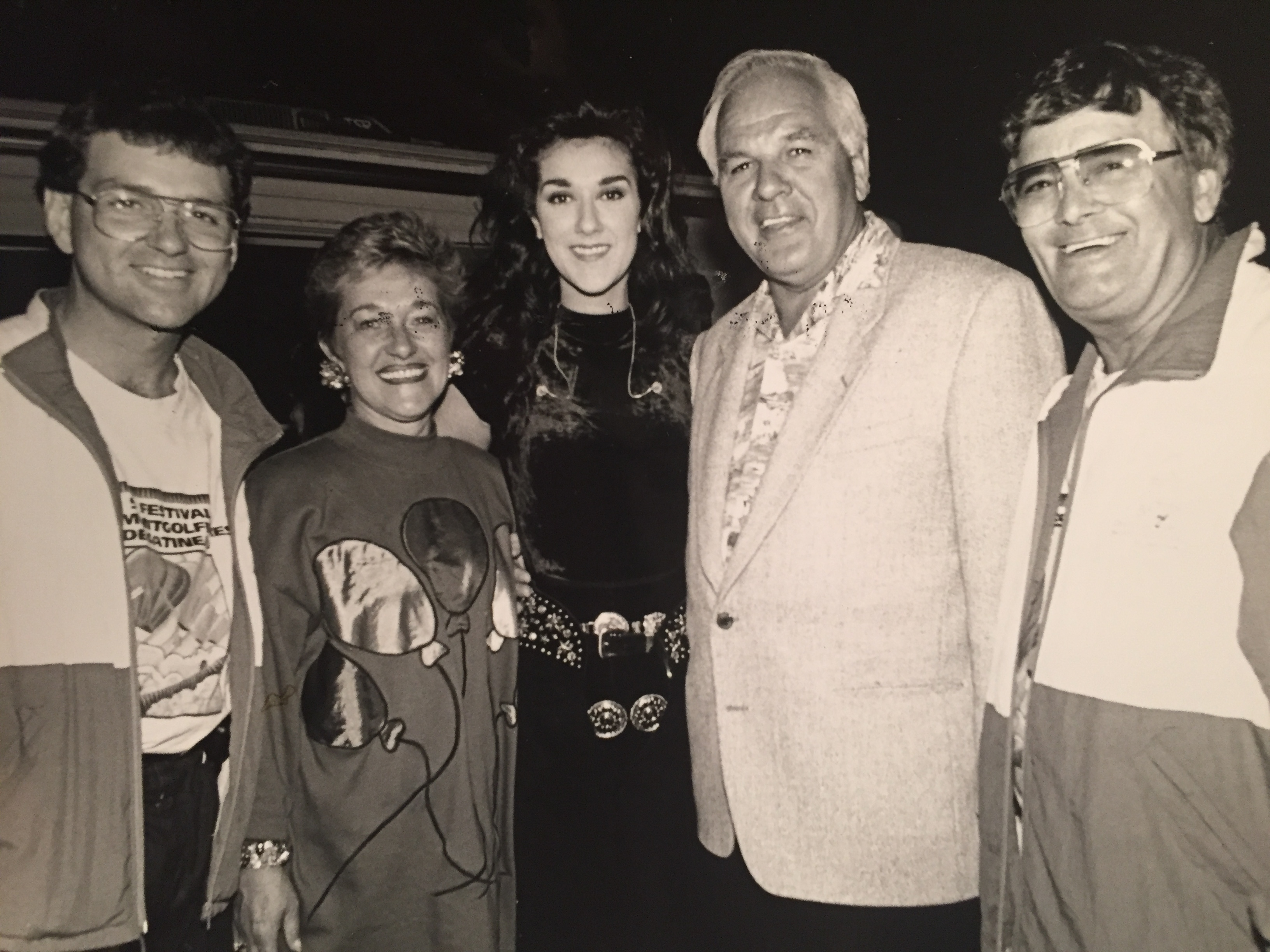
Céline Dion se produit à deux occasions en 1989 et 1992 sur la grande scène du parc de la Baie. Sur la photo: Jean Boileau, directeur général, Claire Vaive, présidente du festival, Céline Dion, Robert Labine, maire de Gatineau, Rolly Hammond, producteur délégué.

Au fil des ans, le Festival de montgolfières de Gatineau a acquis une réputation plus qu’enviable[non neutre] dans la grande région de l’Outaouais, au Québec, au Canada et ailleurs dans le monde, étant même nommé le festival le plus unique en Amérique du Nord dans l’édition de novembre/décembre 2005 du magazine américain Ballooning.

## Prix Jean-Boileau
Le prix Jean-Boileau souligne annuellement le travail et l’implication d’un aérostier, d’un bénévole ou d’un membre du comité organisateur du Festival de montgolfières de Gatineau,. La création de ce prix a été annoncée en 2007 lors d'un hommage rendu à M. Boileau pour sa contribution à la croissance du FMG. Jean Boileau est de retour à la direction des communications de ville de Gatineaude 2013 à 2022.
Jean Boileau est directeur général du Festival de montgolfières de sa fondation jusqu’à 2001. En 2024, la gouverneure générale du Canada, Mary Simon remet à Jean Boileau, la médaille pour service méritoire (division civile) pour son implication dans le développement international de l’événement.

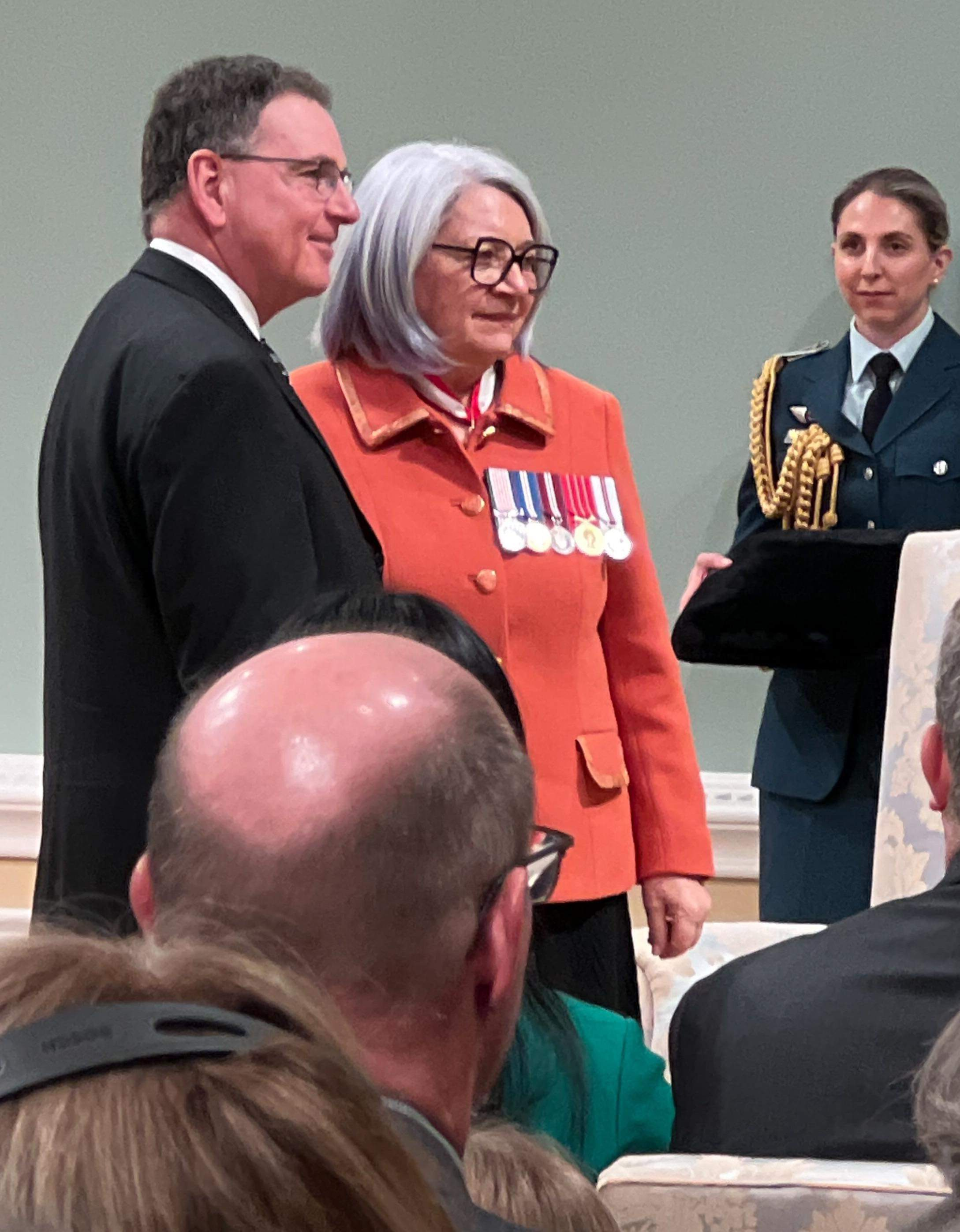
Jean Boileau et Mary Simon, gouverneure générale du Canada lors d’une cérémonie tenue à Rideau Hall le 21 mars 2024

### Lauréats du prix Jean Boileau
- 2008 – Carolyn Mitrow, directrice des vols du festival
- 2009 – Jean-Claude Batbe, employé de la Ville de Gatineau
- 2010 – Lyne Leduc, bénévole et responsable du comité de vente des bracelets-passeports du festival
- 2011 – Walter Grishkot, instigateur de la course intercontinental de montgolfières réunissant les festivals de Saga au Japon, de Gatineau au Canada et de Glens Falls aux États-Unis[5]
- 2012 – Claire Vaive, présidente fondatrice du Festival
- 2013 – Rolly Hammond, producteur délégué du Festival[6]
- 2014 – Hugo Girard, instigateur du concours d'hommes forts au Festival[7]
- 2015 – Berthe Miron, présidente du Festival de montgolfières de Gatineau et membre fondatrice[8]
- 2016 – Diane Latreille, bénévole responsable du comité enfants perdus et soins aux enfants[9]
- 2017 – Thérèse Cyr, bénévole pendant 30 années et membre fondateur du Festival de montgolfières de Gatineau[10]
- 2018 – Gaston Lepage, porte-parole du festival de 1992 à 1999[11]
- 2019 – Marie Dompierre et Jean-Pierre Lalonde, bénévoles au festival depuis 1991[12]

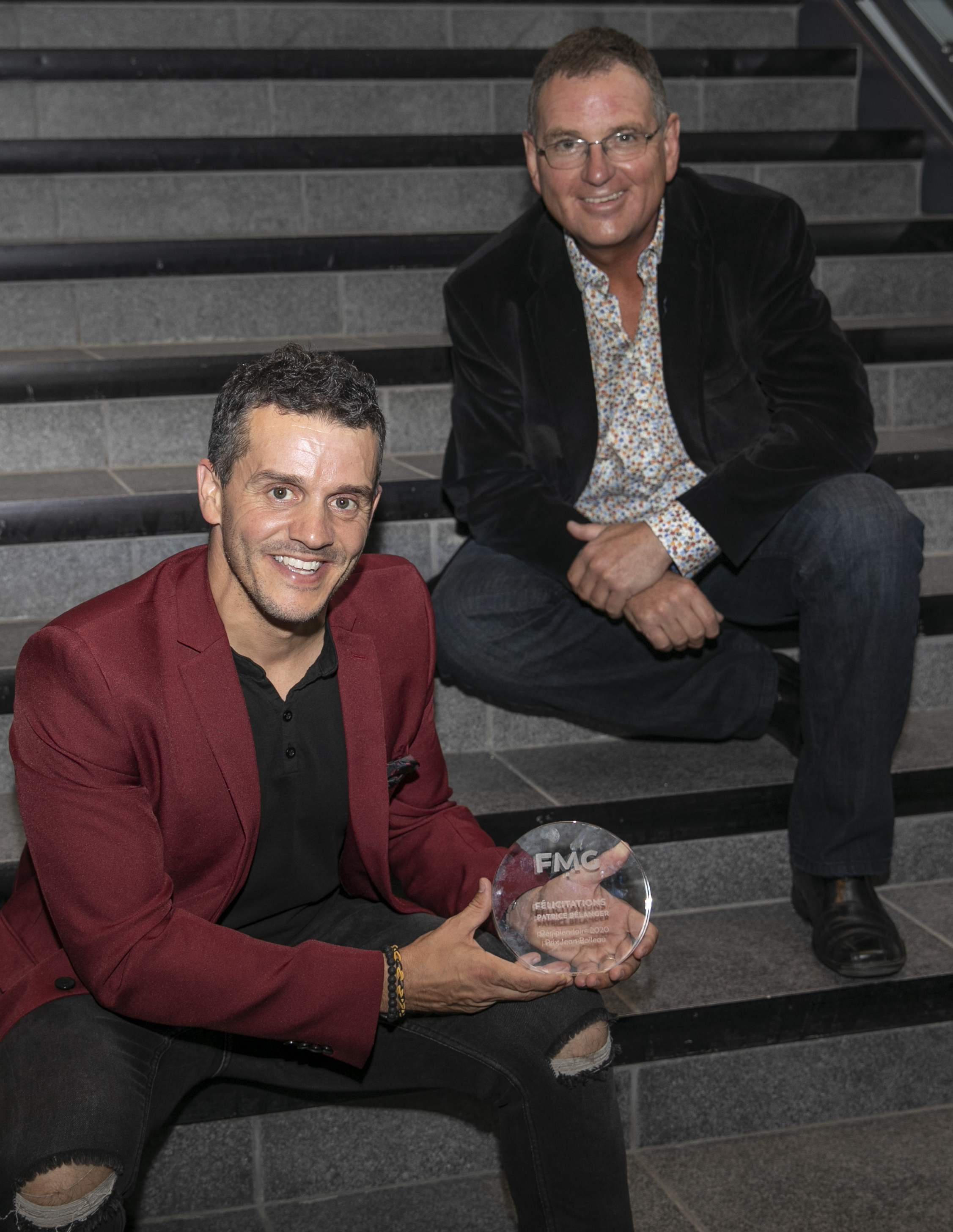
Patrice Belanger et Jean Boileau à l’occasion du 33e Festival de montgolfières de Gatineau (Photo: Sylvain Marier)

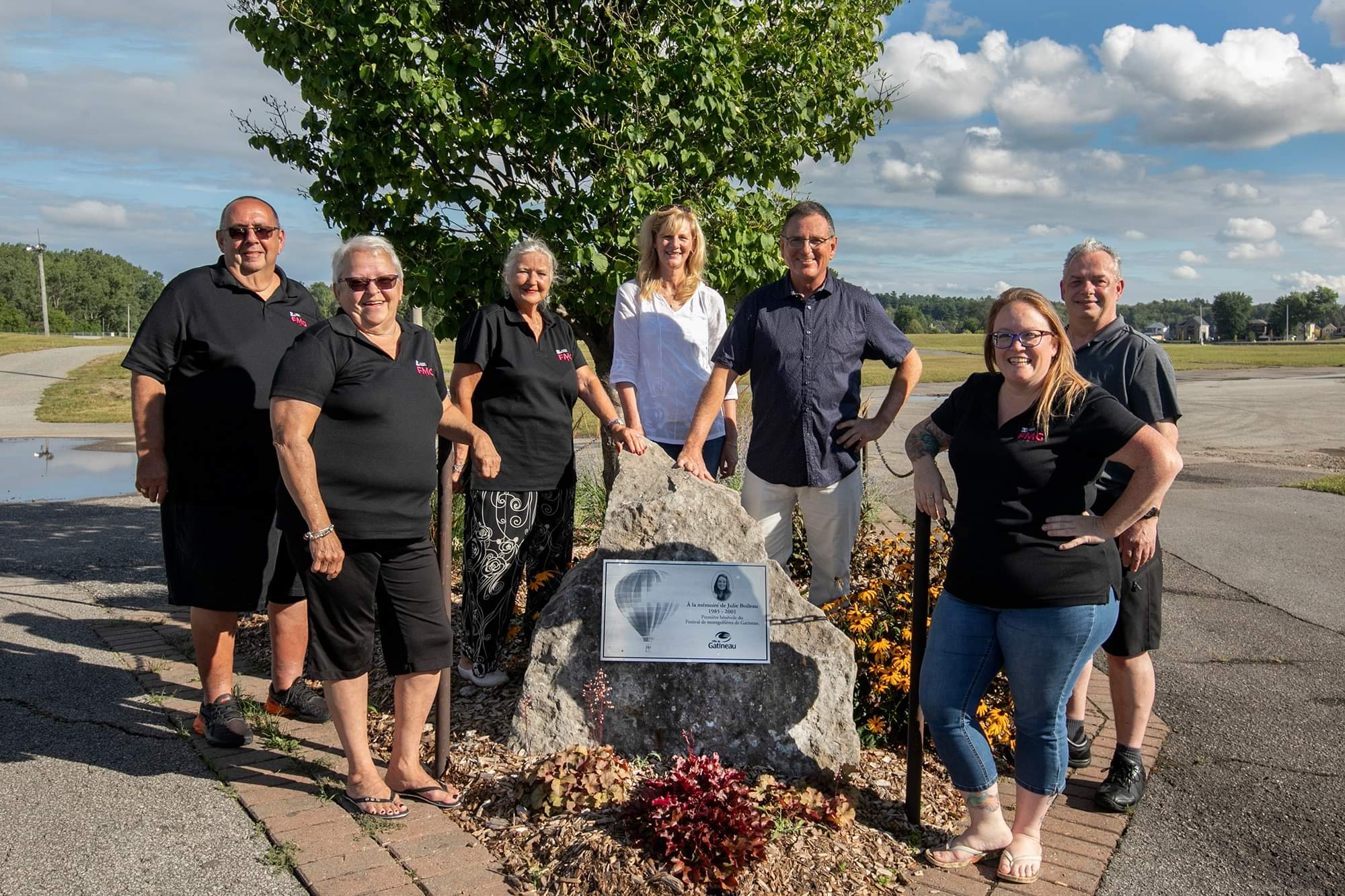
Les récipiendaires du prix Jean Boileau en 2021 (photo Sylvain Marier)

- 2020 — Patrice Belanger, porte-parole du FMG[13]
- 2021 -  Robert Asselin - Approvisionnement;  Anne-Marie Mathieu – Chapiteau des pilotes; Lise Paquin McArdle – 1001 Trouvailles; Paul Cloutier – Sécurité; Julie Mathieu – Tours de montgolfières; Louise Dicaire – Approvisionnement; Lorraine O’Farrell – Officier d’envolées; Isabelle Laberge  – Enfants perdus et soins aux nourrissons.
- 2022 — Garry Lockyer et André Boucher, directeur des vols
- 2023 - Denis Tremblay et Sylvain Marier, photographes au Festival [14]
- 2024 - Michel DeMars, compositeur et musicien du FMG

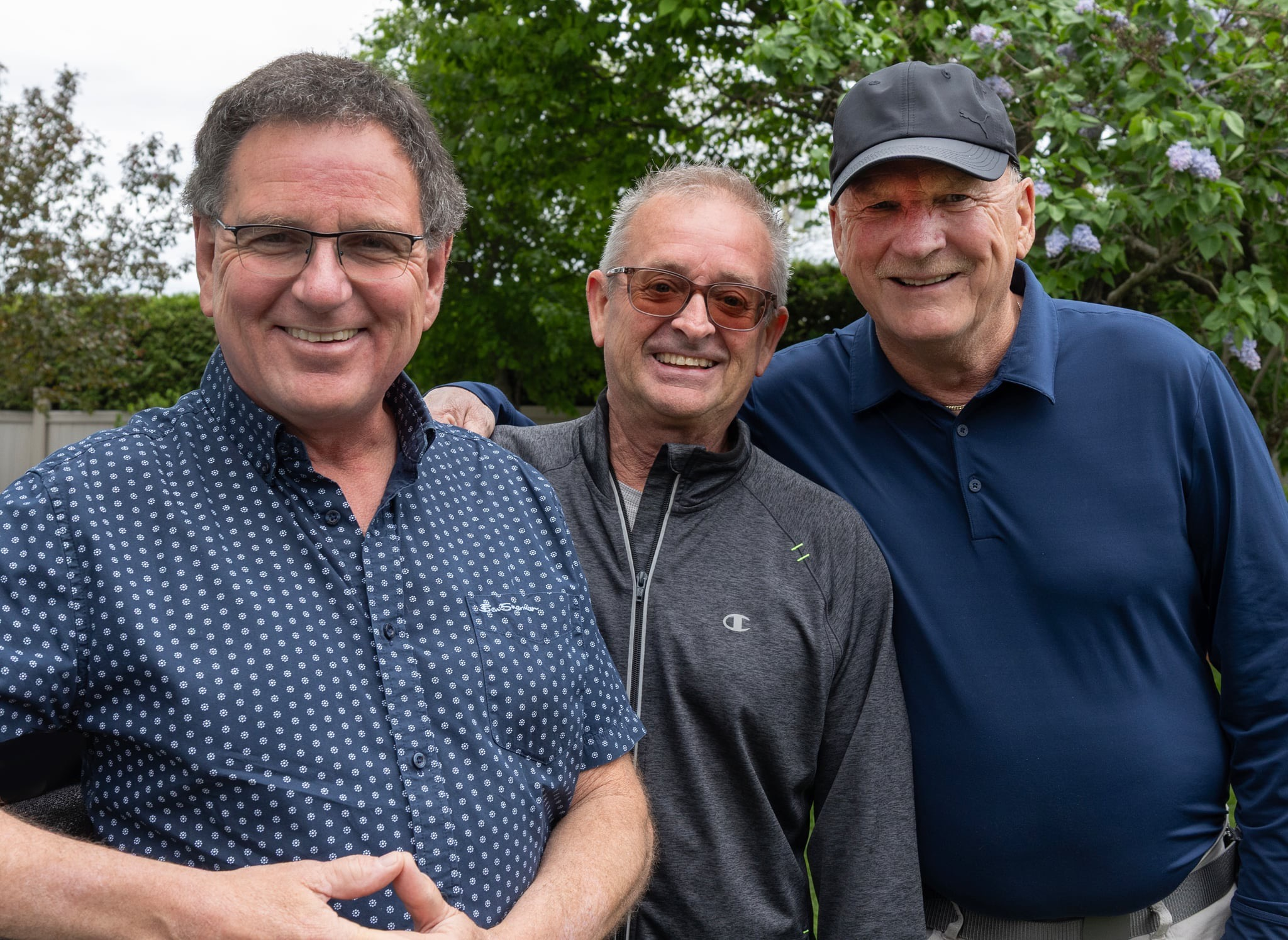
Jean Boileau en compagnie des ex-contremaîtres de la ville de Gatineau, Luc Philion et Pierre Hamel.

- Jean Boileau en compagnie des ex-contremaîtres de la ville de Gatineau, Luc Philion et Pierre Hamel.2025 - Pierre Hamel et Luc Philion, Contremaîtres aux parcs, Ville de Gatineau

## Championnat d’athlètes de force
Le Festival accueille depuis plusieurs années des démonstrations et des compétitions d’athlètes de force. Les Gatinois Hugo Girard, Jessen Paulin et Dominic Filiou font partie des athlètes qui ont participé à ces championnats. De 2004 à 2006, le Festival a été l’hôte du Championnat canadien des athlètes de force. Depuis 2007, le Championnat nord-américain a lieu au parc de la Baie et est retransmis par RDS.[réf. nécessaire]

## Grandes conférences
- 2005 : Don Cameron, fondateur de Cameron Balloons Ltd, la plus grosse fabrique de montgolfières au monde.
- 2006 : Joe Kittinger, qui a effectué le plus haut saut en parachute jamais fait, en sautant d’un ballon à 31 335 mètres d’altitude.
- 2007 : Brian Jones, qui a effectué le premier tour du monde ininterrompu en ballon.
- 2008 : Michel et Benoit Lambert, qui ont fabriqué en collaboration avec Lucas film ltd une montgolfière à l’effigie de Darth Vader.
- 2009 : Robert Piché, pilote d’avion reconnu pour l’atterrissage d’urgence d’un Airbus A330, sauvant ainsi les 291 passagers et les 13 membres de l’équipage.

## Historique
- 1989 : 65 montgolfières, 90 000 visiteurs. Spectacles de Céline Dion et Pierre Flynn.
- 1990 : 85 montgolfières, 110 000 visiteurs. Spectacles de Mitsou et Paul Piché.
- 1991 : 90 montgolfières, 150 000 visiteurs. Spectacles de Daniel Lavoie, André-Philippe Gagnon, Marjo et Vilain Pingouin.
- 1992 : 125 montgolfières et 170 000 visiteurs. Spectacles de Richard Séguin, Luc De Larochellière, Céline Dion et Les B.B.
- 1993 : 150 montgolfières et 185 000 visiteurs. Spectacles de Robert Charlebois, Ginette Reno, Alannah Myles et Julie Masse.
- 1994 : 150 montgolfières et 200 000 visiteurs. Spectacles de France D'Amour, Claude Dubois, Édith Butler, Gilles Vigneault et Roch Voisine.
- 1995 : 150 montgolfières et 200 000 visiteurs. Spectacles de Marjo, Sonia Benezra, Mitsou, Mario Pelchat, Jim Corcoran, Sylvain Cossette, Michaël Rancourt, Éric Lapointe et Gildor Roy.
- 1996 : 150 montgolfières, 225 000 personnes. Robert Charlebois, André-Philippe Gagnon, Marie Carmen et Kevin Parent.
- 1997 : 150 montgolfières, 225 000 visiteurs. Spectacles de Richard Séguin, Dan Bigras, Anthony Kavanagh, Gipsy Kings et Soul Attorneys.
- 1998 : Sixième championnat du monde de dirigeable à air chaud. Environ 150 montgolfières et 200 000 visiteurs ont foulé le sol du parc La Baie. Spectacles de Claude Dubois, Dubmatique, Luce Dufault, Jonny Lang, Kevin Parent et Sylvain Cossette.
- 1999 : 150 montgolfières et 200 000 visiteurs. Spectacles de Dubmatique, Bruno Pelletier, Corey Hart et Jean Leloup.
- 2000 : 200 000 visiteurs. Aucune envolée en raison de la température. Spectacles de Zachary Richard, Marjo, Éric Lapointe, La Chicane, Pierre Lalonde et Richard Abel.
- 2001 : 200 000 visiteurs. Spectacles de Luck Mervil, Sylvain Cossette, Bruno Pelletier et Okoumé, Fernand Gignac et Annie Brocoli.
- 2002 : nouveau festival axé sur les ballons et la magie. Baisse radicale du nombre de ballons. Grosso modo même niveau de fréquentation. Spectacles de : Alain Choquette, Gabrielle Destroismaisons, Mario Pelchat, Boom Desjardins, Richard Séguin et Stéphane Rousseau.
- 2003 : 70 montgolfières. Spectacles de Roch Voisine, Daniel Bélanger, Bob Walsh, Lulu Hugues, Yelo Molo et les Respectables.
- 2004 : 80 montgolfières et 200 000 visiteurs. Spectacles de Daniel Boucher, Nanette Workman, Marie-Chantal Toupin, Laurence Jalbert, Mélanie Renaud, Andrée Watters, Bruno Pelletier, Gino Vannelli, La Bottine Souriante et Martin Giroux.
- 2005 : 70 montgolfières. Spectacles de Boom Desjardins, Éric Lapointe, Hugo Lapointe, Martin Deschamps, Florent Vollant, Michel Pagliaro, Marie-Chantal Toupin, Luck Mervil, Vincent Vallières, Émily Bégin, Marie-Mai, Nicola Ciccone et le Boogie Wonder Band.
- 2006 : 170 000 visiteurs. Spectacles de Simple Plan, Stéphanie Lapointe, Annie Villeneuve, Véronic DiCaire, Marjo, Garou et les Cowboys Fringants.
- 2007 : 230 000 visiteurs, 80 montgolfières. Spectacles de Dan Bigras, Bruno Pelletier, Compagnie créole, Alfa Rococo, Eva Avila, Kaïn, Champion et ses G-Strings, Lulu Hugues, Andrée Watters, Marie-Chantal Toupin, Élizabeth Blouin-Brathwaite et Kim Richardson[15].
- 2008 : Spectacles de Finger Eleven, Marie-Élaine Thibert, Boom Desjardins, Jamil, France Maisonneuve, Xavier Caféïne, Dennis DeYoung, Pascale Picard et Gregory Charles.
- 2009 : Environ 255 000 visiteurs. Spectacles de Mes Aïeux, Kenny Rogers, Ariane Moffatt, Marie-Mai et Éric Lapointe. Porte-parole officiel: Patrice Bélanger[16]
- 2010 : 175 000 visiteurs. Spectacles de Bobby Bazini, Our Lady Peace, Hedley, Laurence Jalbert, Johanne Blouin, France D'Amour, Luce Dufault, Sylvain Cossette, Bruno Pelletier, Dan Bigras, Jesse Cook, les Cowboys Fringants.
- 2011 : Spectacles de David Usher, Roger Hodgson, Marc Dupré, Véronic DiCaire, Annie Villeneuve, Roch Voisine, Les Trois Accords, Les Respectables.
- 2012 : 25e anniversaire du festival. Spectacle de Simple Plan, KC and the Sunshine Band, Isabelle Boulay,Godlalune, Eva Avila et Éric Lapointe. Reconstitution du premier vol de montgolfière.
- 2013 : Spectacle de Sean Paul, Mia Martina, Garou, Daniel Lavoie, Valérie Carpentier, Mes Aïeux, Bernard Adamus, Loco Locass, Damien Robitaille
- 2014 : Spectacles de Jason Derulo, Paul Piché, Zachary Richard, Patrick Norman, Michel Rivard, Phillip Phillips, Marc Dupré et Kaïn.
- 2015 : Spectacles d'Alex Nevsky, Les Trois Accords, Klô Pelgag, Claude Bégin, Karim Ouellet le jeudi. Éric Lapointe et ses invités le vendredi. Réal Béland, François Massicotte, Mariana Mazza, Martin Vachon, Peter MacLeod et les Brothers' Sessions le samedi. Gildor Roy, Édith Butler, Maxime Landry, Paul Daraîche, Patrick Groulx, Bijo & Sun le dimanche. Une soirée Québec 90 le lundi avec Noir Silence, les Respectables, les Frères à Ch'val, Zébulon et Vilain Pingouin.
- 2016 : Spectacle de Véronic DiCaire le jeudi soir. Soirée hommage à Prince et David Bowie le vendredi soir avec Grégory Charles, Dan Bigras, Martin Deschamps, Annie Villeneuve et Brigitte Boisjoli ; Marc Dupré et ses invités de La Voix le samedi soir. Party 80 de P-A Méthot et ses invités le dimanche. Enfin le lundi, Luce Dufault, Laurence Jalbert, Brigitte Boisjoli, Guylaine Tanguay, Annie Blanchard et Valérie Carpentier entourent Renée Martel pour une rétrospective de sa carrière.

- 2017: Spectacle de Les Cowboys Fringants et 2Frères le jeudi soir. Le Grand gala d’humour avec Alexandre Barrette, Cathy Gauthier, Philippe Laprise et Stéphane Rousseau le vendredi soir. Spectable de Claude Dubois, Debbie Lynch-White, Martin Giroux, Martin Rouette, Philippe Touzel, Bryan Audet, Bruno Pelletier, Luce Dufault, Samian, Nicolas Pellerin, Geneviève Leclerc et Patrick Groulx le samedi soir. Spectacle d'Éric Lapointe et Ricky Paquette. Abel Maxwell sur la scène Hydro-Québec[17].
- 2018 : Spectacle de Alfa Rococo, Émile Bilodeau, Kaïn, Hubert Lenoir, Loud, Andréanne A. Malette, Michaël, Kevin Parent, Yann Perreau, Les Trois Accords [18].

- 2020 : Annulation de l'évènement, en raison de l'annonce du gouvernement québécois (tous les événements culturels et sportifs doivent être annulés jusqu'au 31 août)[19].
- 2021 : Spectacle de Kaïn et Bleu Jeans Bleu, le jeudi. Spectacle de Matt Lang et les Cowboys Fringants, le vendredi. Spectacle de Martin Deschamps avec ses invités Ricky Paquette, Marco Calliari, Breen LeBoeuf, Daniel Boucher, Lou Granger Deschamps et la Franco-Ontarienne Mélissa Ouimet, le samedi. Plus tard le samedi, un autre spectacle collectif. Enfin de retour! avec Roxane Bruneau, Marc Dupré, Marjo et Ludovick Bourgeois. Le dimanche, le gala d’humour mettra avec la drag queen Rita Baga, Richardson Zéphir, Jean-Thomas Jobin et Korine Côté. Ansi qu'un spectacle du  rappeur FouKi pour clore sa dernière soirée[20].
- 2023 : 225 000 personnes, plus de 600 artistes acueillis notamment  Banx & Ranx, Clay & Friends, Rêve, et Phil G. Smith, Justin Legacy, André Varin, Marie-Claude Gagnon, Jeanick Fournier, Richard Séguin, Claude Dubois et  Luce Dufault[21].
- 2024 : Spectacle de Mes Aïeux, Ariane Moffat, Marie-Mai et Éric Lapointe, Charlotte Cardin, Reney Ray, Laurence Nerbonne Dave Fenley, Dallas Smith, Jonathan Roy et Francis Degrandpré[22].